# Stictochironomus virgatus
Stictochironomus virgatus är en tvåvingeart som först beskrevs av Henry Keith Townes, Jr. 1945.  Stictochironomus virgatus ingår i släktet Stictochironomus och familjen fjädermyggor. Inga underarter finns listade i Catalogue of Life.